# Ivanić Grad
Ivanić-Grad (Hongaars: Ivanicsvár) is een stad en gemeente in de Kroatische provincie Zagreb.

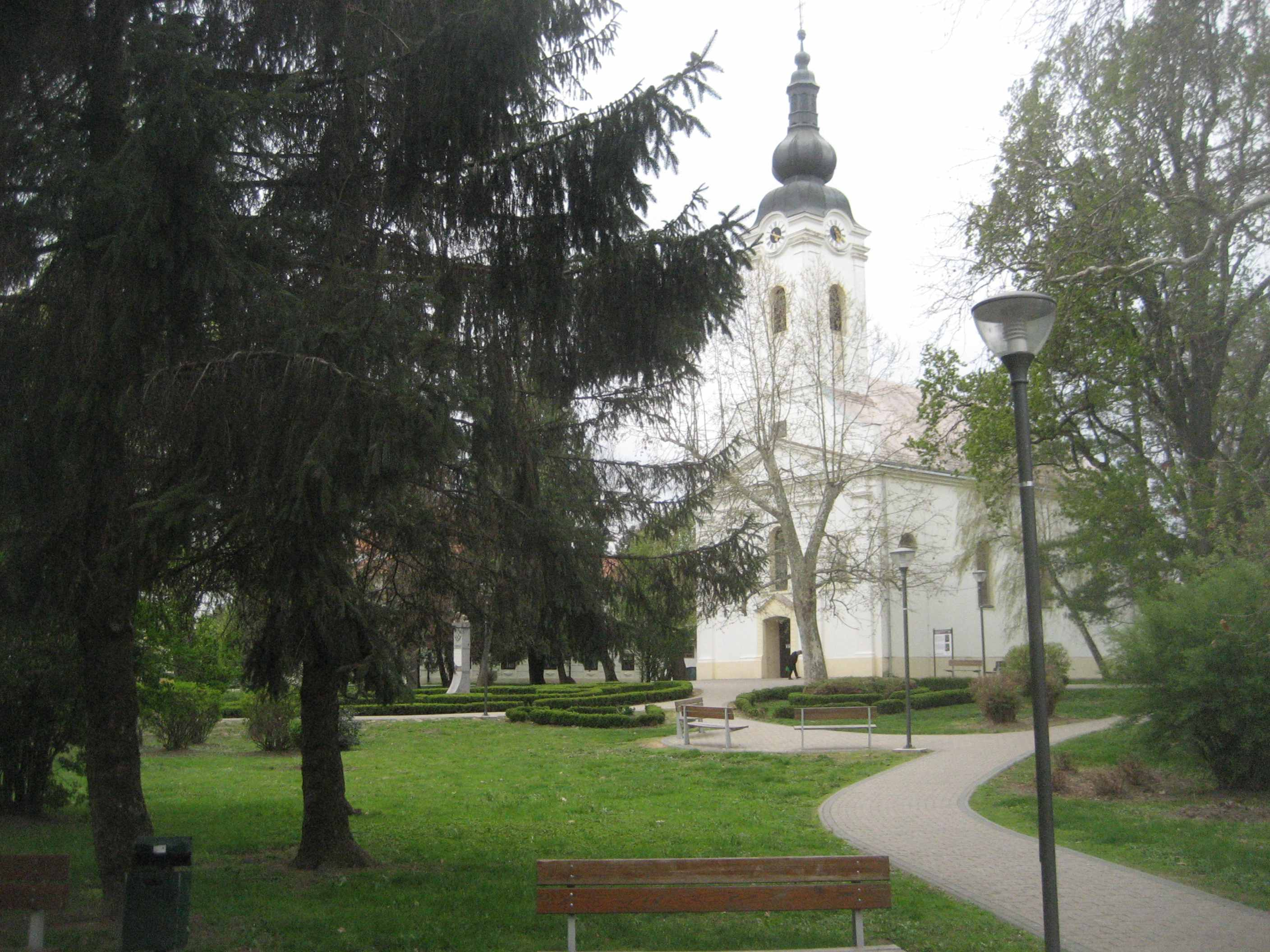
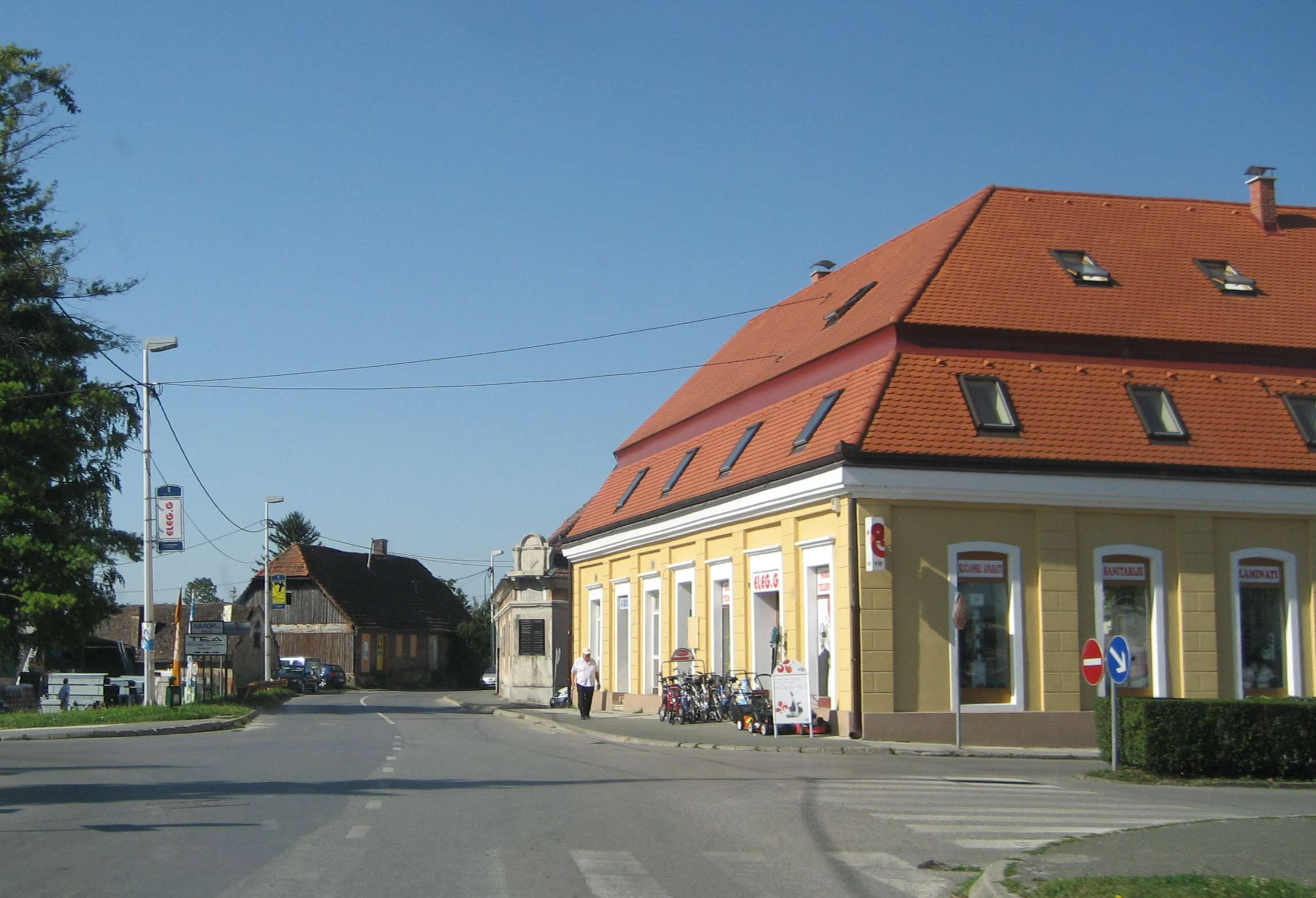
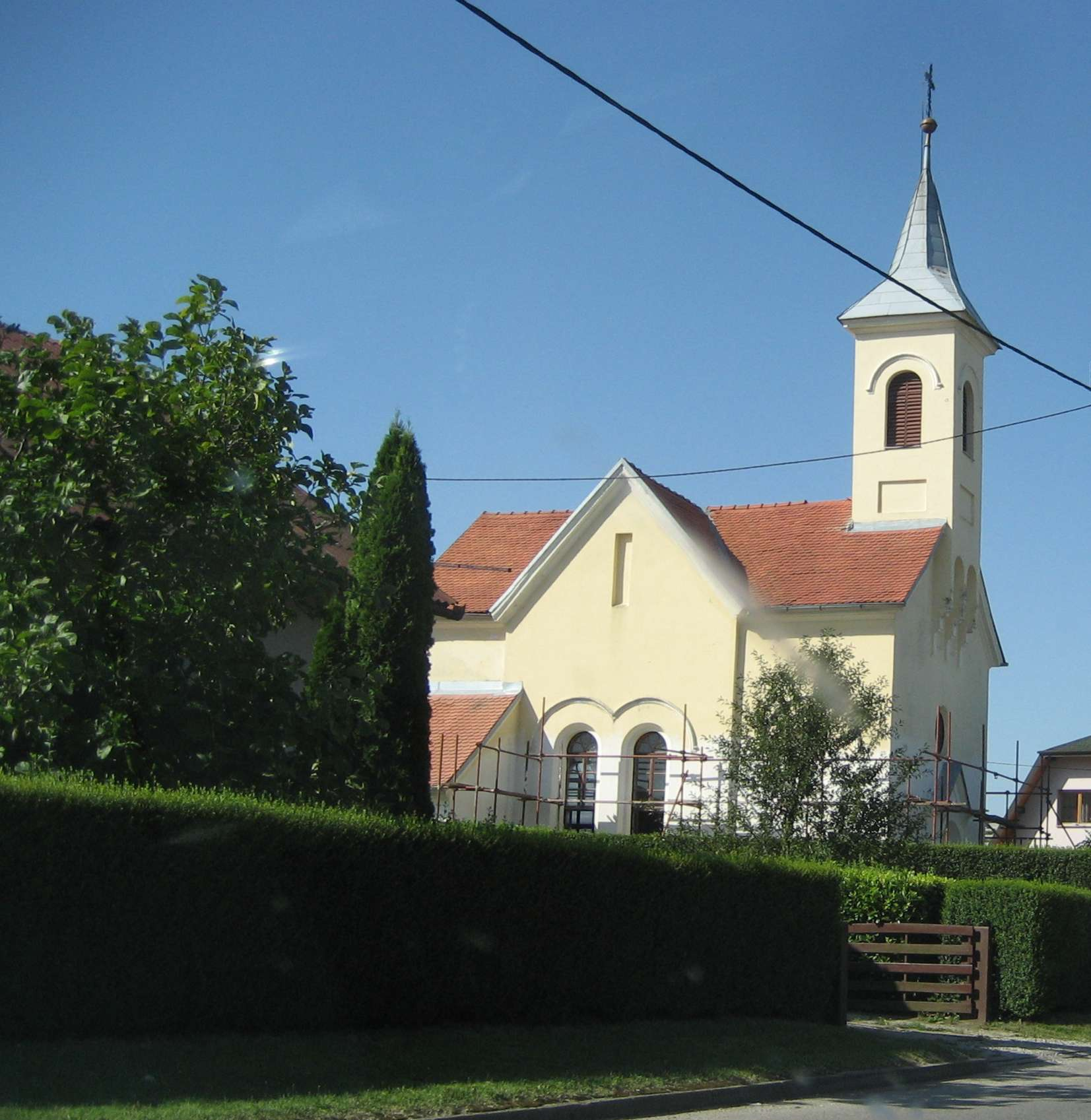
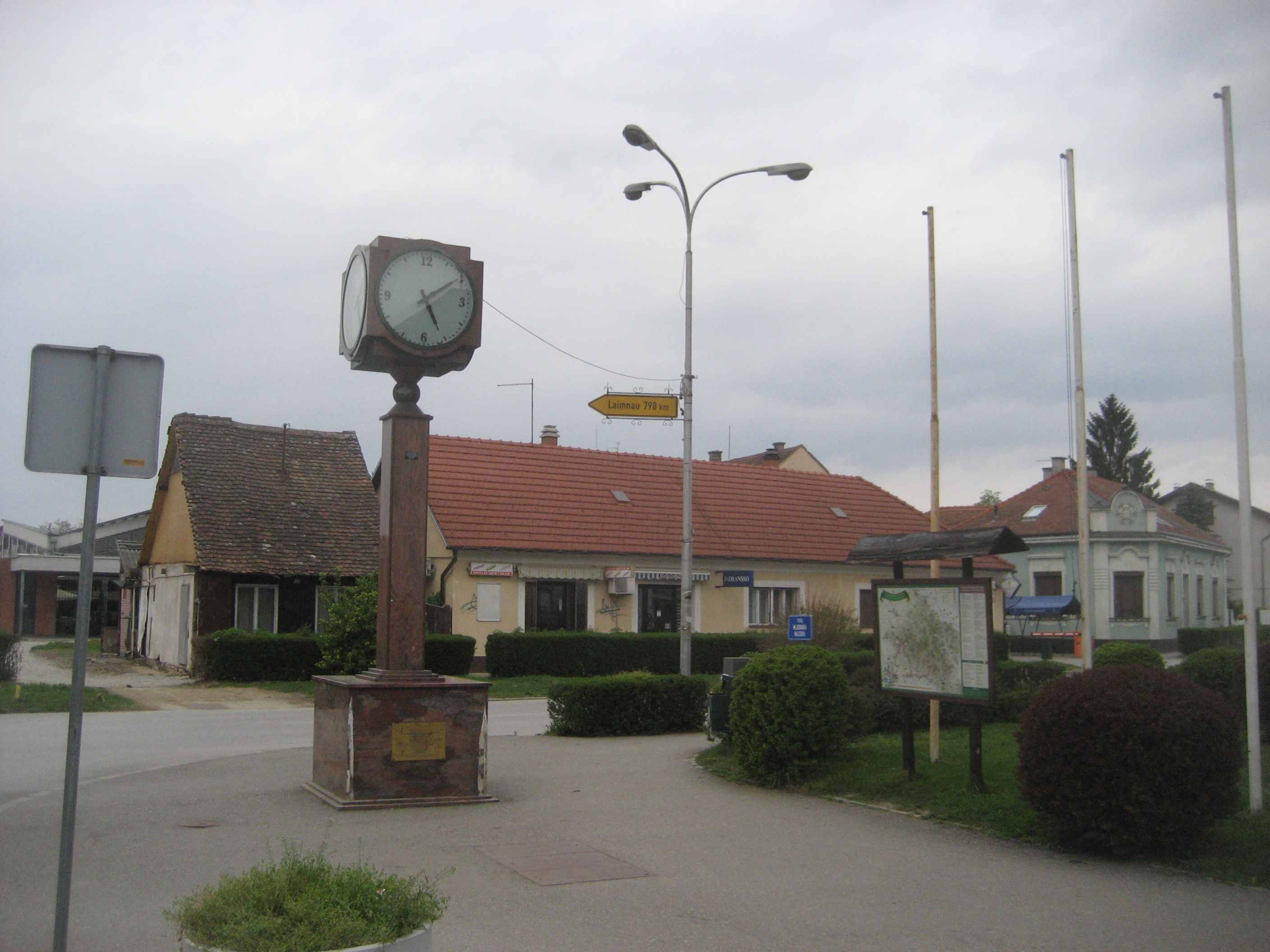

Ivanić-Grad telt 14.723 inwoners.
Steden (gradovi): Dugo Selo · Ivanić Grad · Jastrebarsko · Samobor · Sveta Nedelja · Sveti Ivan Zelina · Velika Gorica · Vrbovec · Zaprešić

Gemeenten (općine): Bedenica · Brdovec · Brckovljani · Bistra · Dubrava · Dubravica · Farkaševac · Gradec · Jakovlje · Klinča Sela · Kloštar Ivanić · Krašić · Kravarsko · Križ · Luka · Marija Gorica · Orle · Pisarovina · Pokupsko · Preseka · Pušća · Rakovec · Rugvica · Stupnik · Žumberak